# Marcia dei volontari
La Marcia dei volontari (义勇军进行曲S, Yìyǒngjūn JìnxíngqǔP) è l'inno ufficiale della Repubblica Popolare Cinese. La canzone venne composta nel 1935 da Nie Er su un testo di Tian Han come il motivo conduttore del film Giovani eroi (风云儿女S, Fēngyún ÉrnǚP), pellicola del 1935 diretta da Xu Xingzhi e ambientata subito dopo l'incidente di Mukden del 18 settembre 1931 e durante l'invasione giapponese della Manciuria. È stata adottata il 27 settembre 1949 come inno nazionale.

## Testo

### Testo originale
| Cinese semplificato | Cinese tradizionale | Pinyin | Xiao'erjing | Trascrizione AFI | In lingua dungana | Traduzione |
| 起来！不愿做奴隶的人们！ 把我们的血肉，筑成我们新的长城！ 中华民族到了最危险的时候， 每个人被迫着发出最后的吼声。 起来！起来！起来！ 我们万众一心， 冒着敌人的炮火，前进！ 前进！前进！进！ | 起來！不願做奴隸的人們！ 把我們的血肉，築成我們新的長城！ 中華民族到了最危險的時候， 每個人被迫著發出最後的吼聲。 起來！起來！起來！ 我們萬眾一心， 冒著敵人的炮火，前進！ 前進！前進！進！ | Qǐlái! Búyuàn zuò núlì de rénmen! Bǎ wǒmen de xuèròu, zhùchéng wǒmen xīnde chángchéng! Zhōnghuá Mínzú dào lé zùi wēixiǎnde shíhòu, Měige rén bèipòzhe fāchū zùihòude hǒushēng. Qǐlái! Qǐlái! Qǐlái! Wǒmen wànzhòngyīxīn, Màozhe dírén de pàohuǒ, Qiánjìn! Qiánjìn! Qiánjìn! Jìn! | !ٿِ لَىْ! بُ يُوًا ظْ نُ لِ دْ ژٍ مٌ !بَا وَع مٌ دْ سُؤ ژِوْ، جُ چعْ وَع مٌ سٍ دْ چْا چعْ .جوْ خُوَ مٍ ظُ دَوْ لْ ظِوُ وِ سِيًا دْ شِ خِوْ .مِؤ قْ ژٍ بُوٍ پْ جْ فَا چُ ظِوُ خِوْ دْ خِوْ شٍْ !ٿِ لَىْ! ٿِ لَىْ! ٿِ لَىْ ،وَع مٌ وًا جوْ ءِ سٍ !مَوْ جْ دِ ژٍ دْ پَوْ خُوَع، ٿِيًا دٍ !ٿِيًا دٍ! ٿِيًا دٍ! دٍ | [tɕʰì.lǎɪ̯ ‖ pǔ.ʏ̯ɛ̂n tswô̞ nǔ.lî tɤ ɻə̌n.mən ‖] [pà̠ wò̞.mən tɤ ɕʏ̯ø̞̂.ɻô̞ʊ̯ ǀ ʈʂû.ʈʂʰɤ̞̌ŋ wò̞.mən ɕín tɤ ʈʂʰɑ̌ŋ.ʈʂʰɤ̞̌ŋ ‖] [ʈʂʊ́ŋ.xwǎ̠ mǐn.tsǔ tɑ̂ʊ̯.ljɑ̀ʊ̯ tswê̞ɪ̯ wé̞ɪ̯.ɕjɛ̀n tɤ ʂɻ̩̌.xô̞ʊ̯ ‖] [mè̞ɪ̯ kɤ ɻə̌n bê̞ɪ̯.pʰwô̞.ʈʂɤ fá̠.ʈʂʰú tswê̞ɪ̯.xô̞ʊ̯ tɤ xò̞ʊ̯.ʂɤ̞́ŋ ‖] [tɕʰì.lǎɪ̯ ‖ tɕʰì.lǎɪ̯ ‖ tɕʰì.lǎɪ̯ ‖] [wò̞.mən wân.ʈʂʊ̂ŋ.î.ɕín ǀ] [mɑ̂ʊ̯.ʈʂɤ tǐ.ɻə̌n tɤ pʰɑ̂ʊ̯.xwò̞ ǀ tɕʰjɛ̌n.tɕîn ‖] [tɕʰjɛ̌n.tɕîn ‖ tɕʰjɛ̌n.tɕîn ‖ tɕîn ‖] | Челэ! Бу йүан зў нулиди жынму! Ба вәмуди щежу, җўчын вәму щинди чончын! Җунхуа минзў доли зуй вищянди сыху. Мыйгә жын быйпәҗы фачў зуйхуди хушын. Челэ! Челэ! Челэ! Вәму ванҗунйищин, Моҗы дижынди похуә, чянҗин! Чянҗин! Чянҗин! Җин! | Alzatevi! Gente che non vuole essere schiava! Con carne e sangue nostri, costruiamo la nostra nuova Grande Muraglia! Per il popolo della Cina giunge il momento più pericoloso. Tutto il popolo costretto a levare l'ultimo grido: Alzatevi! Alzatevi! Alzatevi! Mille corpi con un cuore. Contro i cannoni nemici: avanti! Avanti! Avanti! Avanti! |